# Caelorrhina angolensis
Caelorrhina angolensis är en skalbaggsart som beskrevs av Paul Norbert Schürhoff 1942. Caelorrhina angolensis ingår i släktet Caelorrhina och familjen Cetoniidae. Inga underarter finns listade.